# Opalenica (gemeente)
De gemeente Opalenica is een stad- en landgemeente in het Poolse woiwodschap Groot-Polen, in powiat Nowotomyski.
De zetel van de gemeente is in Opalenica.
Op 30 juni 2004 telde de gemeente 15 602 inwoners.

## Oppervlakte gegevens
In 2002 bedroeg de totale oppervlakte van gemeente Opalenica 147,69 km², waarvan:
- agrarisch gebied: 67%
- bossen: 25%

De gemeente beslaat 14,6% van de totale oppervlakte van de powiat.

## Demografie
Stand op 30 juni 2004:
| Omschrijving                   | Totaal | Totaal | Vrouwen | Vrouwen | Mannen | Mannen |
| ------------------------------ | ------ | ------ | ------- | ------- | ------ | ------ |
| eenheid                        | aantal | %      | aantal  | %       | aantal | %      |
| inwoners                       | 15 602 | 100    | 7913    | 50,7    | 7689   | 49,3   |
| bevolkingsdichtheid (inw./km²) | 105,6  | 105,6  | 53,6    | 53,6    | 52,1   | 52,1   |

In 2002 bedroeg het gemiddelde inkomen per inwoner 1436,06 zł.

## Administratieve plaatsen (sołectwo)
Dakowy Mokre, Jastrzębniki, Kopanki, Kozłowo, Łagwy, Łęczyce, Niegolewo, Porażyn, Porażyn-Dworzec, Rudniki, Sielinko, Terespotockie, Troszczyn, Urbanowo, Uścięcice, Wojnowice.

## Aangrenzende gemeenten
Buk, Duszniki, Granowo, Grodzisk Wielkopolski, Kuślin, Nowy Tomyśl